# Уроки української (фільм)
«Уроки української» — український короткометражний фільм про життя шахтаря-аутсайдера на Сході України та нової сільської вчительки української мови. 14 грудня 2012 року, фільм був презентований в кінотеатрі «Київ». Стрічка входить до циклу короткометражних фільмів «Українська нова хвиля».

## Інформація про фільм
Зйомки фільму тривали близько 3 тижнів у місті Торецьк навесні. Стрічка була профінансована бюджетними коштами.
Разів десять сам спускався у шахту. В одну з таких поїздок потягнув трьох своїх головних персонажів не просто у забій, а у лаву– місце, де безпосередньо рубають вугілля, - розказує режисер Руслан Батицький про зйомки короткометражного фільму «Уроки української».

Я довгий час займався підбором натури. Обдзвонював знайомих, щоб порадили якісь містечка на Донеччині. Місяців шість витратили на підготовчий період. Декілька разів на місяць приїжджав до Торецька. Роззнайомився з багатьма місцевими жителями. У Торецьку живе близько 35 000 людей. Серед них ми знайшли маму нашого головного героя. Знімали її будинок.

Зйомки були на трьох шахтах. На шахті "Південній", якій вже десь під 140 років, відзняли двір. Там навіть деякі будинки залишилися ще від самого її започаткування. На шахті "Дзержинськ" - чималий вміст метану, вона більш вибухонебезпечна. Тому там неможна нормально зняти всередині. Робили тільки загальні плани її інфраструктури, ствольного двору. А от в середині шахти знімали на "Торецькій". Спускалися в коридор та в забій. Для проби залазили навіть під "лаву" – місце, де безпосередньо рубається вугілля. У шахті є основний коридор і від нього вгору пробурюється діра під кутом. Її діаметр всього 80 сантиметрів - щоб людина могла лежачи пролізти. Вгору вони - на 200-300 метрів, місцями взагалі вертикальний. Один неправильний рух і можна зірватися. І по цій лаві шахтарі повзають щодня, рубають вугілля.

### Синопсис
Це історія з життя шахтаря, жителя типового індустріального селища, зобов’язаного своїм існуванням Шахті. Він один з багатьох жителів, які загрузли у своїх звичках і традиціях, підкоряючись лідерам і принижуючи аутсайдерів. Герою не пощастило — він виявився аутсайдером. І весь цей звичний уклад життя змінюється одного разу вранці, коли в населений пункт приїжджає молода вчителька української мови. Між нею та цим місцевим молодиком, якого усі кличуть Стволовим, спалахують романтичні почуття.

### У ролях
Головні ролі зіграли:
- Віктор Марвін
- Ганна Сергєєва
- Євген Сосновський
- Дмитро Ярошенко
- Ольга Бородіна
- Володимир Хижняк
- Олексій Міткалов

### Виробництво
- Режисер: Руслан Батицький
- Сценарій: Ольга Войтенко, Руслан Батицький
- Оператор: Віктор Черкасов
- Монтаж: Віктор Бичковський
- Музика: Ігор Лебедкін, Ґреґ Гайнс
- Продюсер: В’ячеслав Волинщиков
- Компанія-виробник: В’ячеслав Волинщиков (за підтримки Державного агентства з питань кіно)
- Міжнародні права: Державне агентство України з питань кіно

## Нагороди та відзнаки
- 25 жовтня 2013 року в рамках національного конкурсу 43 кінофестивалю «Молодість» відбуВСЯ показ фільму «Уроки української»[4].
- 21 травня 2013 року в українському національному павільйоні в Каннах відбулася друга презентація українських фільмів, зокрема і «Уроки української»[5].